# Daniel du Fresne
Daniel du Fresne ook wel Du Frêne of Dufresne (geboren te Parijs en overleden te Amsterdam in 1693) was een koopman, uitgever en boekhandelaar werkzaam te Amsterdam in de periode 1672-1693.

## Leven en werk

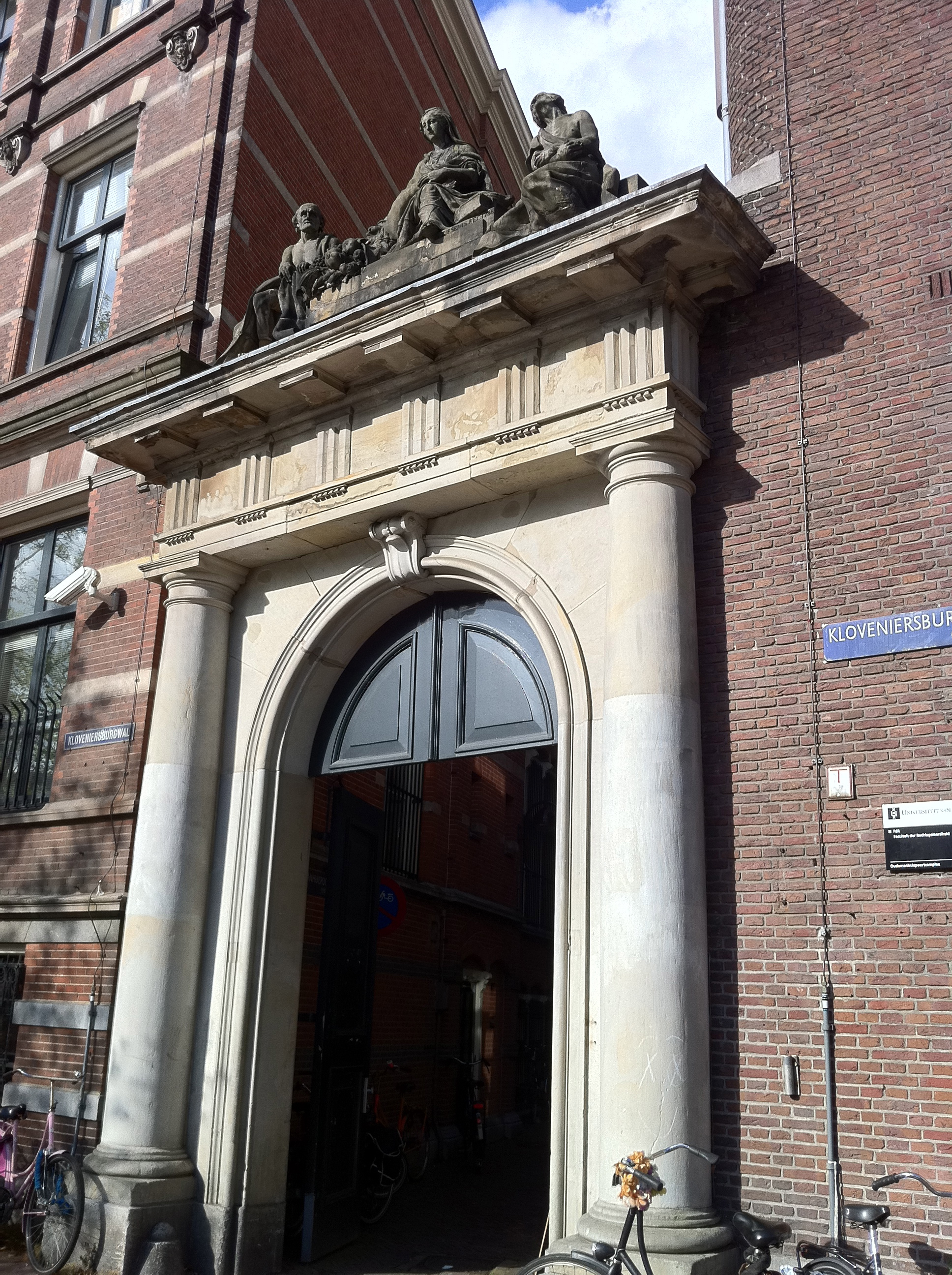
De Oudemanhuispoort in Amsterdam.

Daniel du Fresne was getrouwd met Anne Garlin, tot haar dood in 1680. Samen hebben zij drie kinderen gekregen, onder wie zoon Jean du Fresne, met wie hij enkele jaren heeft samengewerkt. Na de dood van zijn eerste vrouw is hij hertrouwd met Hilletie Gerritse Rems. Du Fresne was lid van de Waalse kerk, een Franstalige calvinistische gemeenschap. In 1661 werd hij geregistreerd als libraire, boekhandelaar, te Parijs. Du Fresne was omstreeks 1972 werkzaam als koopman te Amsterdam. Vanaf 1675 zijn er een aantal uitgaven verschenen onder zijn naam. Deze boeken waren voornamelijk Franstalig, op één uitzondering na. Andrea Magendeo's Antibarionius Magenelis seu animadversiones in annales cardinalis Baronii... (1975) is het enige werk dat Du Fresne in het Latijn heeft uitgegeven.
In 1676 vestigde Du Fresne zich bij de ingang van het Heere-Logement, ofwel de Oudemanhuispoort in Amsterdam, waar hij zijn bord ‘à la Bible Françoise’ uithing. Hier huurde hij een standplaats ofwel een winkel voor f 130.- per jaar. Bij zijn vertrek in 1692 hield hij er echter een huurschuld van f 281.- op na. Naast zijn vaste plek bij de Oudemanhuispoort huurde Du Fresne tussen 1985 en 1986 ook nog twee standplaatsen op de Amsterdamse beurs (Beurs van Hendrick de Keyser). Vanaf 1691 was zijn zoon Jean du Fresne ook werkzaam bij ‘à la bible Françoise’. In 1691 werd hij echter kort gevangen genomen en verhoord onder verdenking van het verkopen van onkuise blauwboekjes. Daniel du Fresne had zijn zoon toestemming gegeven om dergelijke boekjes te bewaren in zijn winkel bij de Oudemanhuispoort, maar elders te verkopen. De desbetreffende blauwboekjes waren de satirische pamfletten genaamd Pasquinades van Eustache Le Noble.

## Uitgegeven werken
Du Fresne richtte zich met zijn boekhandel en uitgeverij ook op een Franstalige doelgroep. De door hem vervaardigde boeken besloegen velerlei onderwerpen: van de Franse politiek tot aan verhandelingen over verschillende religieuze stromingen. Ook boeken met de grammaticaregels van het Frans passeren de revue. Van 1675 tot 1689 verschenen onder andere de volgende werken van zijn hand: 

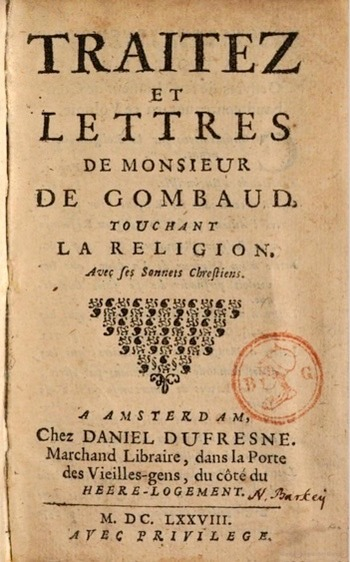
Titelpagina van Traitez et lettres de monsieur De Gombaud, touchant la religion avec ses sonnets chrestiens. Uitgegeven door Daniel du Fresne in 1678.

- Jean Ogier de Gombauld (1678), Traitez et lettres de monsieur De Gombaud touchant la religion avec ses sonnets chrestiens.
- Willem Ysbrantsz Bontekoe (1681), Le voyage de G. Ysbrants Bontekoe aux Indes Orientales.
- P.L.M. (1681), Réponse au livre du père Maimbourg, intitulé; Méthode pacifique pour ramener sans dispute les Protestants à la vraye foi, Volume 1.
- Jean Claude (1682), Le symbole eucharistique.
- Pierre Jurieu (1682), Les derniers efforts de l'innocence affligée. Ov Entretiens cvrievx de deux catholiques romains, l'un Parisien & l'autre provincial, sur les moyens dont on se sert aujourd'huy pour détruire la religion protestante dans ce royaume.
- Pierre Jurieu (1682), La politique du clergé de France, avec Les derniers efforts de l'innocence affligée. Ov Entretiens cvrievx de deux catholiques Romains, l'un Parisien & l'autre provincial, sur les moyens dont on se sert aujourd'huy pour detruire la religion protestante dans ce royaume. Volume 1.
- (1684), L'école de la jeunesse, ou l'art de former un jeune homme à la pieté & luy enseigner à bien employer les jours ordinaires … .
- (1684), Le vray almanach escrit en françois.
- Philippe La Grue (1684), Grammaire flamande, contenant des regles solides, & les vrays fondemens, dont on a besoin pour bien pouvoir lire, parler & escrire cette langue ... Le tout composé & mis en bon ordre par Phlippe La Gruë.
- D.M. de Ternan (1684),  Nouveaux dialogues des dieux... .
- Madeleine de Scudéry (1686),  Les conversations sur divers sujets, Volume 1.
- (1687), Deux Questions Curieuses, Touchant Le Devoir Des Protestans De France, Qui Ont Été Forcez. Decidées en deux Lettres, l'une d'un Avocat, l'autre d'un Gentilhomme.
- (1687) Eclair sur l'Apocalypse Systeme nouveau, où l'on fait voir l'an, où a commencé l'Empire Papal, & celuy où il doit finir, l'an où a commencé la Puissance des Jesuits & celuy où elle doit prendre fin, avec le temps du retablissiment de la Reformation en France & une explication somaire du regne de mille ans.
- Philippe la Grue (1687), Facile introduction aux langues françoise & flamende ... Par P.L.G..
- Louis de Monpersan (1689), La decadence de l'empire papal. Par laquelle il est menacé d'une prochaine ruine; pour faire place à la réformation. Eclogue. Tirée des Papiers de J.B.M.R.A..